# Mut-Askur
Mut-Askur Assur és Ékallatum királya volt a középső kronológia szerint az i. e. 18. században. I. Ismé-Dagan fia, aki vagy azonos Aszínummal, vagy annak testvére. Egykorú szöveg Zimrí-Lim levéltárában maradt fenn róla Máriban (ARM 2,39). A szöveg Ékallatum és Esnunna kereskedelmével foglalkozik, és kiderül belőle, hogy Mut-Askur elfoglalta Hammutar városát, valamint feleségül vette Turukku királyának leányát, Zaziját.
A hagyományos asszír királylista szerint atyja trónját örökölte, ezekben [mmu-u]t-aš2-kur alakban szerepel a neve. Az újasszír királylistában azonban nem elismert trónbitorló.